# Pseudorchis
Pseudorchis Ség. è un genere di piante angiosperme monocotiledoni della famiglia delle Orchidacee.

## Tassonomia
Il genere comprende due specie:
- Pseudorchis albida (L.) Á.Löve & D.Löve
- Pseudorchis straminea (Fernald) Soják

Altre specie che in passato erano attribuite al genere Pseudorchis sono attualmente assegnate ad altri generi:
- Pseudorchis frivaldii (Hampe ex Griseb.) P.Francis Hunt, 1971 = Gymnadenia frivaldii
- Pseudorchis loeselii (L.) Gray, 1821 = Liparis loeselii